# WAYA! 宇宙一のおせっかい大作戦
『WAYA! 宇宙一のおせっかい大作戦』（わや うちゅういちのおせっかいだいさくせん）は、2011年（平成23年）に公開された日本映画。監督は古波津陽。
名古屋市の「円頓寺商店街」の地元住民の全面協力体制で作られた町おこし映画である。全国公開に先立ち、名古屋で先行上映が行われた。
矢神久美・松井珠理奈は、映画初出演となる。

## あらすじ
名古屋駅からも程近い円頓寺商店街。青年団長の勘太郎たちは、下駄屋に婿入りしてからずっと商店街の世話をしてきた商店会長・シゲさんの30周年を祝うサプライズイベントを計画。かつてシゲさんが役者を目指していた当時の芝居仲間で親友だったノブさんとの感動的再会を目論むが…

## キャスト
- 浅見勘太郎：井戸田潤
- 高島冴子：水野美紀
- 高島和也：三輪泉月
- 綾小路芝喜松（木下伸郎）：ルー大柴
- 野田滋：矢崎滋
- 牛島えり：藤田朋子
- 西康弘：モロ師岡
- 野田淳子：小島範子
- 吉村公一郎：小沢一敬
- 伊丹万之助：服部公
- ペーター：マシュー・ロット
- 吉村もみじ：矢神久美
- 伊丹早苗：松井珠理奈
- 牧野了：いとうたかお
- 高島祐輔：成瀬功

## スタッフ
- 監督：古波津陽
- 脚本：古波津陽、川手ふきの
- 脚本協力：山田マチ
- 音楽：田中拓人
- 音楽プロデューサー：佐々木次彦
- 撮影：千葉孝
- 照明：モリタケンジ
- 美術監修：磯見俊裕
- 美術：金林剛
- 録音：出口藍子
- 整音：小林喬
- 音響効果：齋藤昌利
- 編集：小原聡子
- 衣装：宮本まさ江
- 製作：中川初枝、遠藤結蔵、池田孝一
- プロデューサー：李相美
- 企画：なごや下町商店街ムービー製作委員会
- 製作委員会「WAYA!LLP」メンバー：那古野まちづくり合同会社、イーネット・フロンティア、シー・スリー・アイ株式会社